# Eugène Dadi
Eugène Dadi (Abidjan, 21 agosto 1973) è un ex calciatore ivoriano, di ruolo attaccante.

## Carriera

### Club
Durante la sua carriera ha giocato con varie squadre di club, tra cui il Tolosa, con cui conta 4 presenze.

### Nazionale
Conta 2 presenze con la Nazionale ivoriana.